# Опатија (Покупско)
Опатија је насељено место у општини Покупско, у Туропољу, Хрватска. До нове територијалне организације у Хрватској место је припадало бившој великој општини Велика Горица.

## Становништво
| Националност       | 1991.        |
| Хрвати             | 190 (99,47%) |
| Срби               | 0            |
| Југословени        | 0            |
| остали и непознато | 1 (0,52%)    |
| Укупно             | 191          |